# 聖リヴィヌスの殉教
『聖リヴィヌスの殉教』（せいリヴィヌスのじゅんきょう、蘭: De marteling van de heilige Livinus、英: The Martyrdom of St Livinus）は、フランドルのバロック期の巨匠ピーテル・パウル・ルーベンスと工房が1633年ごろ、キャンバス上に油彩で制作した絵画である。ヘントのイエズス会教会主祭壇として制作された。18世紀末にイエズス会が解散した際、作品はルイ16世に購入されたが、1802年にベルギーに戻され、以降、ブリュッセルのベルギー王立美術館に所蔵されている。

## 作品
伝説によれば、7世紀のスコットランド人の修道士リヴィヌスはヘントの司教であったが、殉教者でもあった。リヴィヌスは異教徒たちに襲われ、舌を抜かれて殉教したが、悪人たちは天から下った神の怒りの火によって跡形もなく滅ぼされたという。
ルーベンスは、リヴィヌスの殉教後1000年にあたる1633年にこの絵画の制作を委嘱されたのかもしれない。この時、以前、リヴィヌスが殉教したとされた年度は改められ、地元ヘントでキリスト教信者共同体を設立した彼の模範的行いにはイエズス会教会で名誉の場が与えられた。これらのことは、イエズス会士が真の信仰を戦闘的で認知可能な歴史的礎の上にもとづかせようとする対抗宗教改革の意図に典型的なものである。 イエズス会の創設者イグナチオ・デ・ロヨラは、プロテスタントに対して殉教者の英雄性を擁護したのであった。
1630年代のルーベンスは、この時期の作品として想起される牧歌的主題の作品のみならず、かつてないほど凄惨で暴力的な場面をいくつか描いている。本作でも、鑑賞者はおそろしい出来事を細部まで提示されている。前景左側に司教冠と司教杖を手放した司教リヴィヌスを見る拷問者の口にある血に塗れたナイフ、リヴィヌスの髭を掴む彼の仲間、激しく吠える犬の鼻の上に引き抜かれた聖人の舌をトングで差し出すもう1人の仲間などである。激しい身振り、筆致の律動性、ゆらめく光、巧みな色彩構成により動きの感覚が最高度にまで表現されている。天からは、殉教に対する褒章と処刑者たちの誤った行動に対する報いが与えられている。2人のプットがリヴィヌスに殉教のシュロを差し出し、天使たちが雷とともに恐怖にかられた兵士たちを四散させ、馬を逃亡させている。